# جين جونسون (مدرب كرة سلة)
جين جونسون (بالإنجليزية: Gene Johnson)‏ هو مدرب كرة سلة أمريكي، ولد في 1902، وتوفي في 1989.

## وصلات خارجية
- جين جونسون على موقع قاعة كنساس للمشاهير الرياضية (مؤرشف) (الإنجليزية)